# Ко Олина (Хаваји)
Ко Олина (енгл. Ko Olina) насељено је место за статистичке потребе у америчкој савезној држави Хаваји. По попису становништва из 2010. у њему је живело 1.799 становника.

## Демографија
Према попису становништва из 2010. у граду је живело 1.799 становника.
| Група             | 2000.  | 2010.         |
| Белци             | . (.%) | 1.184 (65,8%) |
| Афроамериканци    | . (.%) | 63 (3,5%)     |
| Азијати           | . (.%) | 234 (13,0%)   |
| Хиспаноамериканци | . (.%) | 138 (7,7%)    |
| Укупно            | .      | 1.799         |